# Municipio de Monroe (condado de Carroll, Indiana)
El municipio de Monroe (en inglés: Monroe Township) es un municipio ubicado en el condado de Carroll en el estado estadounidense de Indiana. En el año 2010 tenía una población de 2797 habitantes y una densidad poblacional de 44,88 personas por km².

## Geografía
El municipio de Monroe se encuentra ubicado en las coordenadas 40°31′58″N 86°31′30″O / 40.53278, -86.52500. Según la Oficina del Censo de los Estados Unidos, el municipio tiene una superficie total de 62.33 km², de la cual 62,27 km² corresponden a tierra firme y (0,1 %) 0,06 km² es agua.

## Demografía
Según el censo de 2010, había 2797 personas residiendo en el municipio de Monroe. La densidad de población era de 44,88 hab./km². De los 2797 habitantes, el municipio de Monroe estaba compuesto por el 97,43 % blancos, el 0,32 % eran afroamericanos, el 0,04 % eran amerindios, el 0,07 % eran asiáticos, el 1,22 % eran de otras razas y el 0,93 % eran de una mezcla de razas. Del total de la población el 2,72 % eran hispanos o latinos de cualquier raza.